# Gran Unidad
Gran Unidad (en chino: 大同, pinyin: datong) es un principio utópico del confucianismo que hace referencia a una perdida Edad de Oro.
Uno de los testimonios más antiguos de la edad de oro del datong aparece en el capítulo 6 del Libro de los Ritos, uno de los Cinco Clásicos del confucianismo. En él se dice que «cuando se marchaba por el camino de la virtud, el mundo no era más que una comunidad» en la que, entre otras cosas, «se escogía [como dirigentes] a los hombres de talento», «los hombres trataban a los padres de los demás como a los suyos propios» y «no se conocían ladrones ni bandidos y las puertas exteriores de las casas estaban siempre abiertas». «Era el período llamado de la Gran Unidad».
Los revolucionarios chinos del siglo XX, como Sun Yat-sen o Mao Zedong, lo invocaron como objetivo de sus respectivos proyectos políticos . El primero escribió en Tres Principios del Pueblo:

Cuando el pueblo haya colectivizado todo lo relativo al Estado, se habrá realizado verdaderamente el deseo de «bienestar del pueblo»; se habrá conseguido ese mundo de datong deseado por Confucio.

Por su parte Mao Zedong hizo referencia al datong en su ensayo de 1949 De la dictadura democrática popular en el que señaló que la revolución comunista china debía «satisfacer» esa antigua utopía confuciana:

El poder del Estado y los partidos políticos llegarán a desaparecer por sí mismos, permitiendo a la humanidad entrar en la era del datong.

El concepto fue usado por Kang Youwei en su tratado utópico, El Libro de la Gran Unidad (大同書).
Asimismo aparece en la letra del Himno nacional de la República de China (Taiwán), así como en la Canción Nacional de la Bandera del mismo Estado.